# Regiment Potsdam
Das Regiment Potsdam, auch als Freikorps Potsdam oder Freiwilligen-Regiment Potsdam bezeichnet, wurde Ende 1918 von Major Franz von Stephani aus zurückgekehrten Fronteinheiten aufgestellt. Im Januar 1919 wurde das Regiment zur Niederschlagung des Spartakusaufstands in Berlin herangezogen. Am Morgen des 11. Januar erstürmte es die von Spartakisten besetzte Vorwärts-Redaktion. Im Verlauf dieses Angriffs schickten die Besetzer fünf Parlamentäre, da ihre Lage aufgrund des schweren Artilleriefeuers unhaltbar geworden war. Diese wurden aber, zusammen mit zwei anderen Gefangenen, zur Garde-Dragoner-Kaserne gebracht und dort ermordet und misshandelt.
Die Erzählung, Gustav Noske habe den Befehl gegeben, die über 300 Gefangenen zu erschießen, dem sich von Stephani verweigerte, ist nicht belegt und diente wohl eher der Schönung seiner eigenen Rolle.

## Bekannte Mitglieder
- Martin Baltzer, Vizeadmiral
- Franz von Stephani, SA-Gruppenführer
- Gerhard Wagner, SA-Obergruppenführer und Reichsärzteführer